# Манастир Ксиропотам
Манастир Ксиропотам  (грч. Ιερά Μονή Ξηροποτάμου) је грчки манастир који се налази на Светој гори. Посвећен је светој Четрдесеторици мученика Севастијских.
Рангиран је као осми по реду у хијерархији светогорских манастира. Светогорска лука Дафни метох је манастира Ксиропотама.

## Име
Ксиропотам на грчком значи сува река (ξηρός— сув; ποταμός— река). Манастир се налази недалеко од усахлог речног корита, па се претпоставља да је по томе и добио име.

## Географски положај
Налази се у средишњем делу Свете горе, на јужној обали, изнад луке Дафни, поред пута Дафни—Кареја, на надморској висини од 192 метра.

## Историја
Манастир Ксиропотам један је од најстаријих на Светој гори. Према предању о којем писани спомени постоје од 9. века, подигнут је у 5. веку од византијске царице Пулхерије. Манастир је више пута био рушен и обнављан. Први пут су га опустошили Арапи у 8. веку, током Византијско-арапског рата. Цар Роман Први Лакапин га обнавља у 10. веку. До 13. века био је један од најбогатијих светогорских манастира због огромних поседа земље које је тада имао.
Други пут бива опустошен током латинског освајања Византије у 13. веку од стране крсташа. Манастир Ксиропотам 1280. године прихвата Лионску унију са Римокатоличком црквом. Страда крајем 13. века од земљотреса.
Обнавља га Цар Андроник Други Палеолог у 14. веку.
Током 14. и 15. века манастир помажу српски владари и великаши чијом заслугом је подигнут пирг, зидине и капела посвећена Пресветој Богородици, Цар Душан Немањић дарује манастир 1346. године, а деспот Ђурађ Бранковић помогао је 1445. године изградњу католикона (централне цркве). Падом Цариграда 1453. године и Смедерева 1459. године манастир остаје без својих покровитеља и настају тешки дани.
Манастир је 1489. године имао 90 монаха.
Готово потпуно је уништен у пожару 1507. године. Монаси су практично успели да спасу само ризницу и драгоцености. Манастир је толико осиромашио да је изгубио пето место које до тада имао у хијерархији светогорских манастира и долази на осмо место. Обнову помаже султан Селим Први, пошто је имао чудесно виђење Четрдесеторице мученика Севастијских који су му помогли да победи у војном походу у Египту. У манастиру се чува Хатишериф султана Селима издат 9. марта 1520. године којим је дао бројне прилоге и пореске олакшице манастиру. Манастир у 16. веку помажу и влашке војводе.
Поново гори у пожару 1609. године. Да би прикупили средства за обнављање манастира монаси организују излагање своје највеће драгоцености Часног Крста по влашким земљама и моле влашке војводе за даљу помоћ манастиру. Године 1659. манастир је имао 23 монаха. У овим временима два васељенска патријарха исказују особиту наклоност према Ксиропотаму, Тимотеј Други који својом сингелијом даје богате дарове манастиру, и Методије Трећи који га 1671. године уздиже у ред „патријаршиског и ставропигијалног манастира“. Ову титулу манастир и данас користи у званичном називу.
У 18. веку углед манастира поново почиње да расте доласком за сабрата монаха Кесарија Дапонтеа. Влашки кнежеви су и у овом времену помагали Ксиропотам, а манастир у 18. веку добија данашњи изглед. Црква је завршена 1761. године, а фрескопис 1783. године. Источни део конака подигнут је 1760. године, а јужни део 1796. године.
Током Грчког устанка турска војска је у Ксиропотаму сместила своју јединицу због повољног географског положаја са кога се може осматрати цео Сингитски залив. Војска је била стационирана у манастиру од 1821. године до 1829. Већина братства привремено се склонила на манастирске метохе у Скопелосу и Наксосу.
Пожар 4. марта 1952. уништио је северни и источни део конака. Манастир је обновљен фондовима грчке Владе и залагањем предузимљивог игумана Евсевија.
У пожару 1973. године горе делови јужног и северног конака. Део уништен у пожарима касније је обновљен.

## Предање
Два предања су везана за Лионску унију и данас се чувају у Ксиропотаму и осталим светогорским манастирима.
По предању, у манастиру се током служења мисе у присуству цара Михајла Осмог Палеолога десио земљотрес током којег се манастир срушио, а цар једва спасио.
По друом предању, сваке године на празник светих Четердесет мученика севастијских на зиду олтара ницало је четрдесет печурака које су монаси секли на ситније комаде и делили присутнима на Литургији као благослов. Када је манастир прихватио Унију ово чудо је престало да се дешава.

## Архитектура
Манастир Ксиропотам типичан је представник атоске архитектуре. Манастирска црква изграђена је у облику уписаног крста са пет купола и два параклиса. За разлику од већине православних цркава које су окренуте према истоку Ксиропотамска црква је због конфигурације терена окренута према северу. Иконостас је израђен у дуборезу и представља ремек-дело. Као фрескописци цркве потписани су „Константин, Атанасије и Наум из Корче“.
Осим саборне цркве и два параклиса у њој, манастир има још 14 параклиса у самим конацима и у ближој околини.
Преко пута улаза у главну цркву налази се трпезарија, живописана 1859. године, задужбина влашког војводе Александра Гике. Као фрескописци трпезарије потписани су монаси Софроније и Никифор.

## Ризница
- У манастиру се налазе бројне реликвије, а најпознатији је по највећем комаду Часног крста који данас постоји, пробијен ексером, а на коме је био разапет Исус Христос. Остатак Часног крста има дужину 31 центиметар, а широк је 16 центиметара. Према предању, овај комад је манастиру поклонио Цар Роман Први Лакапин. У ризници се налази још неколико мањих комада Часнога крста. Због тога манастир као славу слави и Успење Часнога крста 14. септембра (по старом календару).
- Икона светог Димитрија Солунског, израђена у зеленом мермеру, која се својевремено налазила у цркви Свете Софије у Цариграду. У запису протосинђела Григорија, који се чува у манастиру, каже се да је он некада био службеник Васељенске Патријаршије те да је касније одлучио да се посвети интензивнијем монашком животу и одлази у манастир Ксиропотам, а као дар манастиру доноси ову икону до које дошао тако што је потплатио своје познанике Турке који су имали приступ цркви Свете Софије да је узму и затим је откупио од њих[13].
- Ксиропотамски игуман Евдоким у својој књизи набраја 51 комад светих моштију које се чувају у манастирској ризници, међу којима су и делови моштију: светих Четрдесет мученика Севастијских, апостола Тимотеја, апостола Варнаве, светог Стефана Првомученика, светог Андреја Критског, светог Игнатија Богоносца, светог Јована Златоустог, светог Григорија Богослова, светог Василија Великог, светог Георгија, светог мученика Прокопија, светог Аксентија, светог Трифуна, светог Григорија Јерменског, светог Артемија...[14]
- Скупоцени путири и крстови из Средњег века, као и средњовековна Јеванђеља украшена минијатурама.
- Икона светих Четрдесет мученика, дар турског цара Селима Првог.
- Тридесет зрна тамјана, део дарова који су Мудраци са Истока принели новорођеном Христу[15], дар српске султаније Маре манастиру Светога Павла Ксиропотамског.
- Дискос царице Пулхерије[16].
- Манастир има вредну збирку од 409 рукописа и 4 000 средњовековних књига. Манастир чува хрисовуљу српског краља Милутина Немањића издату 1292. године којом потврђује манастирске поседе[17].

## Свети Павле Ксиропотамски
Прокопије Рангава, у монаштву Павле (грч. Παύλος Ξηροποταμινός.). Рођен у Цариграду од оца цара Михајла Рангаве и мајке Прокопије, ћерке цара Никифора.
Био врло образован. Одлази на Свету гору, монаши се, и живи у манастиру Ксирипотаму који је у то доба био без монаха, мало пре његовог доласка опустошен од пирата.
Вратио је стари сјај Ксиропотаму обновивши уз помоћ царског двора објекте у манастиру и поново окупивши монашко братство. Добио од византијског цара на дар део Часног крста који се и данас чува у манастиру.
Пошто је његова аскетска слава привукла много пажње, повлачи се из Ксиропотама у други крај Свете горе, но касније се и тамо окупља ново братство, те свети Павле оснива нови манастир који данас по њему носи име Свети Павле.
Од његових дела сачувани су: Беседа на Ваведење Пресвете Богородице, Канон Четрдесеторици мученика и Канон Часноме Крсту.
Православна црква празнује га 28. јула.

## Кесарије Ксиропотамски
Константин Дапонтес, у монаштву Кесарије (грч. Καισάριος Δαπόντες), дипломата, касније монах, један од значајнијих грчких песника 18. века.
Родио се у Скопелосу 1713. године. Студирао у Цариграду, Букурешту и Јашију. По завршеном школовању радио као високи државни службеник влашких војвода Константина и Јована Мавркордата. Трагично изгубивши супругу и ћерку одлучује се да живот посвети Богу и 1753. године одлази у Благовештењски манастир у Скопелију. Прелази 1757. године у манастир Ксиропотам.
Изузетно плодан песник. Песме су му углавном мотивисане религиозним и историјским темама.
Због свог патрицијског порекла и веза које је имао на влашком двору, уз помоћ влашких владара, материјално је доста унапредио манастир који у Кесаријево време добија данашњи облик.
Умро 4. децембра 1784. године у Ксиропотаму. Већи део његових оригиналних рукописа чува се данас у манастирској библиотеци.

## Манастир данас
Манастир је од 1981. поново уређен као општежитељни. Игуман манастира је архимандрит Јосиф. Манастирско братство 2013. године има тридесет монаха.
Манастир се од 1988. године, заједно са осталих деветнаест светогорских манастира, налази на УНЕСКО-вој листи светске баштине у склопу споменика средњег века обједињених под заштићеном целином Планина Атос.